# Jones House (Pontiac)
Das Jones House ist ein historisches Gebäude in der East Madison Street im Zentrum von Pontiac, Illinois. Es ist das zweitälteste Gebäude aus Backstein in der Stadt und wurde in das National Register of Historic Places aufgenommen.

## Geschichte
Das Jones House wurde 1857–1858 von John Dehner gebaut, einem prominenten Bürger Pontiacs, der an der Chicago and Paducah Railroad beteiligt war. Dehner hatte das Grundstück 1857 erworben und als das Haus fertiggestellt war, wurde sein Wert mit 366 US-Dollar bemessen (1858; inflationsbereinigt 12.431 US-Dollar). Der heutige Name des Hauses geht auf Henry C. Jones zurück, der es 1899 kaufte. Jones war im Zeitungsgeschäft tätig, gründete aber später die Pontiac Light, Heat and Power Company, deren Direktor er auch war. Jones lebte bis zu seinem Tod 1921 darin. Anschließend ging es der Reihe nach in den Besitz mehrere seiner Familienangehörigen. Durch einen Brand wurde es 1975 beschädigt. Die Livingston County Historical Society kaufte es 1976. Diese besitzt es noch heute und es kann nach Vereinbarung besichtigt werden.

## Architektur

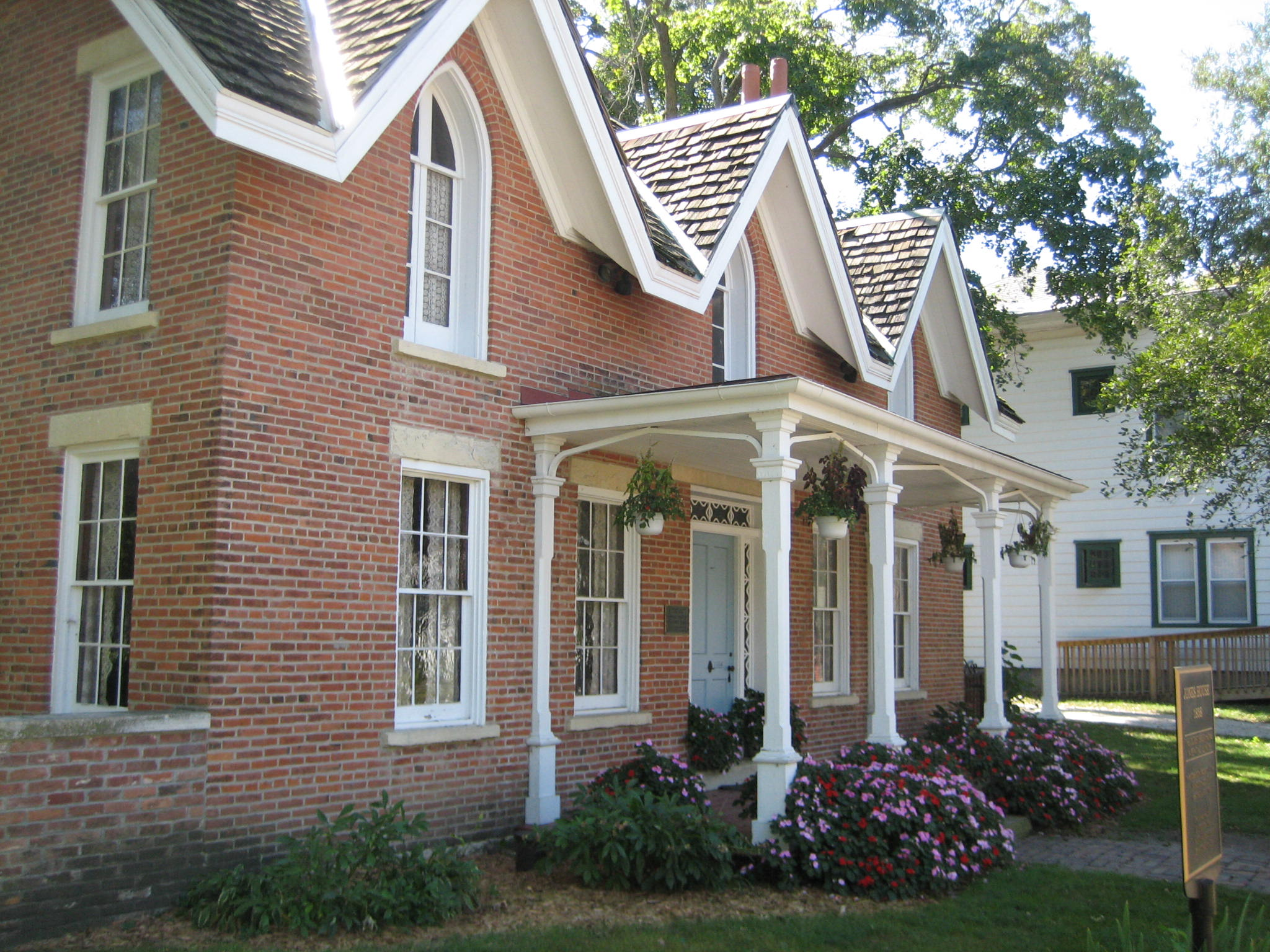
Merkmale des Hauses sind steile Dächer und Spitzbogenfenster

Das Jones House ist ein örtliches Beispiel von neugotischer Architektur. Das Backsteinhaus sitzt auf einem Sockel aus Kalkstein. Durch sein steiles Satteldach und die Spitzbogenfenster ist es in der Region einzigartig. Ursprünglich hatte das Haus eine Veranda und war schindelverkleidet. Nach dem Kauf durch die historische Gesellschaft wurde eine Restaurierung vorgenommen, die sich um die Erhaltung der historischen Integrität des Hauses bemühte.

## Historische Bedeutung
Vor dem Bau des neugotischen Gebäudes existiert in Pontiac lediglich ein anderes aus Backstein errichtetes Haus. Obwohl die Bedeutung hauptsächlich in der Architektur des Hauses begründet ist, spielte es auch eine Rolle in der örtlichen Geschichte, weil es für zwei prominente Bürger aus den Anfangsjahren der Stadt als Wohnung diente. Das Jones House wurde deswegen sowohl wegen seiner Architektur als auch hinsichtlich seiner Bedeutung für die Lokalgeschichte am 5. Mai 1978 in das National Register of Historic Places aufgenommen.